# 337-я стрелковая дивизия (1-го формирования)
337-я стрелковая дивизия — воинское соединение Вооружённых Сил СССР в Великой Отечественной войне.

## История
337 стрелковая дивизия была сформирована в октябре 1941 года в Сталинградской области на станции Красноармейск (по другим данным в районе населёного пункта Дубовка). Пополнение, в основном, состояло из призывников Ростовской области.
В декабре 1941 дивизия, будучи включённой в состав 57-й Армии, получила приказ на переброску железнодорожным транспортом к фронту. Переброска производилась с 18 по 28 декабря 1941 года. После выгрузки из эшелонов, совершив пеший марш, дивизия 5 января 1942 года сосредоточилась на барвенковском направлении южнее Харькова. К 12 января 1942 года части дивизии занимают рубежи обороны по западному берегу реки Северский Донец.
18 января 1942 года дивизия, в составе 6-й армии, перешла в наступление в направлении Морозовка, Ольховатка. Целью был сильный опорный пункт Балаклея. Соседние части: на правом фланге — 253 стрелковая дивизия, на левом — 411 стрелковая дивизия. Из-за интенсивного воздействия немецкой авиации и танковых контратак попытки дивизии прорвать немецкую оборону были безуспешными. Наступавшая правее на Борщевое 253 сд успеха не имела. 411 сд удалось 20 января овладеть Жуковкой, Гусаровкой и Волобуевкой. Воспользовавшись успехом 411 стрелковой дивизии, 337 дивизия энергичным ударом овладела Жуковкой, а 20 января освободила Гусаровку, Волобуевку и Шуровку. По истечении четырёх дней дивизии удалось продвинуться на 10 километров, завязав бои за балаклейский плацдарм. При поддержке танков 7 танковой бригады дивизия вела бои за Байрак медленно приближалась к Балаклее. 1131 стрелковый полк овладел Красной Гусаровкой на берегу Северского Дона и Байраком. 1127 стрелковый полкп при поддержке 7 тбр прорвался на южные окраины Балаклеи. В течение 24-25 января шли бои за Балаклею. До конца января 1942 года 253 и 337 стрелковые дивизии при поддержке 7-й и 13-й танковых бригад пытались овладеть сильным узлом сопротивления противника Балаклеей, однако освободить её не смогли.
Признав неудовлетворительными действия дивизии в Барвенковской операции командующий 6-й армией 3 февраля 1942 года отстранил от должности командира дивизии С. М. Бушева. Командование дивизией принял генерал-майор И. В. Васильев.
До мая 1942 года находясь на прежних рубежах удерживала берег реки Северский Донец южнее Балаклеи.
12 мая 1942 года 6 Армия перешла в наступление на Харьков из барвенковского выступа, началась Харьковская операция 1942 года.
Несмотря на успешное начало операции немецкие войска, нанеся контрудар и прорвав оборону 9 Армии Южного фронта районе Барвенково и Славянска, стали развивать наступление моторизованными соединениями в тыл ударной группы Юго-Западного фронта. 17-19 мая 1942 года: 337 сд находится на оборонительном рубеже по южному берегу Северского Донца. 20-21 мая немецкие войска, форсировав Северский Донец западнее Балаклеи на участке 337 сд, соединились с наступавшими с юга 14 и 16 танковыми дивизями.
Вечером 22 мая немцы сомкнули кольцо окружения южнее Балаклеи. 337сд с частями 6 и 57 Армий и оперативной группой Бобкина оказались в окружении. Разрозненные части советских войск предпринимали ожесточённые прорваться из котла. Бои в окружении продолжались до последних чисел мая. Прорвались к своим только около 27 тысяч солдат и офицеров.
Командир дивизии генерал-майор Васильев И. В. погиб 25 мая 1942 года в окружении в районе деревни Протопоповка.
5 июня 1942 года, по окончании операции, дивизия расформирована.

## Подчинение
| Дата             | Фронт (округ)                                   | Армия           | Корпус | Примечания |
| ---------------- | ----------------------------------------------- | --------------- | ------ | ---------- |
| 01.09.1941 года  | Северо-Кавказский военный округ                 | на формировании | —      | —          |
| 01.10.19412 года | Северо-Кавказский военный округ                 | на формировании | —      | —          |
| 01.11.1941 года  | Резерв Ставки ВГК                               | 57-я армия      | —      | —          |
| 01.12.1941 года  | Резерв Ставки ВГК                               | 57-я армия      | —      | —          |
| 01.01.1942 года  | В подчинении главкома Юго-Западного направления | 57-я армия      | —      | —          |
| 01.02.1942 года  | Юго-Западный фронт                              | 6-я армия       | —      | —          |
| 01.03.1942 года  | Юго-Западный фронт                              | 6-я армия       | —      | —          |
| 01.04.1942 года  | Юго-Западный фронт                              | 6-я армия       | —      | —          |
| 01.05.1942 года  | Юго-Западный фронт                              | 6-я армия       | —      | —          |
| 01.06.1942 года  | Юго-Западный фронт                              | 6-я армия       | —      | —          |

## Состав
- Управление
- 1127-й стрелковый полк
- 1129-й стрелковый полк
- 1131-й стрелковый полк
- 899-й артиллерийский полк
- 47-й отдельный истребительный противотанковый дивизион
- 623 отд. зенитный артиллерийский дивизион
- 543 миномётный дивизион
- 398-я отдельная разведывательная рота
- 616-й отдельный сапёрный батальон
- 787-й отдельный батальон связи
- 421-й медико-санитарный батальон
- 414-я отдельная рота химической защиты
- 164-я автотранспортная рота
- 190-я полевая хлебопекарня
- 759-й дивизионный ветеринарный лазарет
- 368-я полевая почтовая станция
- 791-я полевая касса Государственного банка

## Командование дивизии

### Командиры
- Бушев, Сергей Михайлович (22.08.1941 — 25.02.1942), полковник
- Васильев, Илья Васильевич (26.05.1942 — 25.05.1942), генерал-майор[8]